# Stephen Christmas
Stephen Christmas (12 de fevereiro de 1947 - 20 de dezembro de 1993) foi o primeiro paciente descrito como tendo a doença de Christmas (ou hemofilia B) em 1952 por um grupo de médicos britânicos.

## Biografia
Stephen nasceu em uma família britânica em Londres. Ele emigrou para Toronto, no Canadá, com sua família, quando aos dois anos de idade recebeu o diagnóstico de hemofilia no Hospital for Sick Children. A família voltou para Londres em 1952 para visitar seus parentes, e durante a viagem Stephen foi admitido ao hospital. Uma amostra de seu sangue foi enviada para o Oxford Haemophilia Centre em Oxford, onde Rosemary Biggs e RG McFarlane descobriram que ele não tinha deficiência de fator VIII, que normalmente é classicamente diminuída na hemofilia, mas uma proteína diferente, que recebeu o nome de fator de Christmas em sua homenagem (e mais tarde Fator IX).
Stephen matriculou-se no Ryerson Institute of Technology (agora Ryerson University) em Toronto para estudar fotografia. Ele trabalhou como motorista de táxi após a graduação e foi empregado por alguns anos como fotógrafo médico no Hospital for Sick Children, em Toronto. Stephen era dependente de transfusões de sangue e plasma, e foi infectado com HIV durante o período em que o sangue não era rotineiramente testado para este vírus. Tornou-se um ativista da Sociedade Canadense de Hemofilia e fez campanha para a segurança das transfusões, após ter sido infectado, mas desenvolveu a AIDS, da qual veio a falecer em 1993.